# Communauté de communes Val de Meuse - Voie Sacrée
La communauté de communes Val de Meuse - Voie Sacrée est une communauté de communes française, située dans le département de la Meuse et la région Grand Est.
Elle est issue de la fusion en 2017 des deux communautés de communes du Val de Meuse et de la Vallée de la Dieue et de Meuse-Voie sacrée.

## Historique
Le projet de schéma départemental de coopération intercommunale de 2015 impose une fusion aux structures intercommunales de la Meuse car le seuil de population de 5 000 habitants n'est pas atteint. Le schéma propose une fusion entre Val de Meuse et de la Vallée de la Dieue et de Meuse-Voie sacrée.
Le conseil municipal de Dieue-sur-Meuse, le siège de la future structure, s'opposa pourtant au projet en considérant que hormis les communes de la vallée de la Meuse, Meuse Voie Sacrée n’est pas à priori dans le bassin de vie ni dans celui plus large de Verdun ; le projet fut ratifié par la majorité des communes.
L'arrêté sera pris le 5 octobre 2016

## Composition
La communauté de communes est composée des 25 communes suivantes :

| Nom                       | Code Insee | Gentilé        | Superficie (km2) | Population (dernière pop. légale) | Densité (hab./km2) |
| ------------------------- | ---------- | -------------- | ---------------- | --------------------------------- | ------------------ |
| Dieue-sur-Meuse (siège)   | 55154      | Diois          | 15,78            | 1 452 (2022)                      | 92                 |
| Ambly-sur-Meuse           | 55007      |                | 6,34             | 241 (2022)                        | 38                 |
| Ancemont                  | 55009      | Ancemontois    | 13,3             | 525 (2022)                        | 39                 |
| Belrupt-en-Verdunois      | 55045      |                | 9,4              | 541 (2022)                        | 58                 |
| Dugny-sur-Meuse           | 55166      |                | 19,25            | 1 262 (2022)                      | 66                 |
| Génicourt-sur-Meuse       | 55204      | Génicourtois   | 7,99             | 293 (2022)                        | 37                 |
| Heippes                   | 55241      |                | 10,48            | 83 (2022)                         | 7,9                |
| Julvécourt                | 55260      |                | 8,7              | 59 (2022)                         | 6,8                |
| Landrecourt-Lempire       | 55276      | Landrecourtois | 14,63            | 223 (2022)                        | 15                 |
| Lemmes                    | 55286      |                | 11,05            | 236 (2022)                        | 21                 |
| Les Monthairons           | 55347      | Monthaironnais | 12,22            | 326 (2022)                        | 27                 |
| Nixéville-Blercourt       | 55385      |                | 19,54            | 502 (2022)                        | 26                 |
| Osches                    | 55395      |                | 9,14             | 59 (2022)                         | 6,5                |
| Rambluzin-et-Benoite-Vaux | 55411      |                | 18,42            | 86 (2022)                         | 4,7                |
| Récourt-le-Creux          | 55420      |                | 14,43            | 68 (2022)                         | 4,7                |
| Rupt-en-Woëvre            | 55449      |                | 17,05            | 282 (2022)                        | 17                 |
| Saint-André-en-Barrois    | 55453      |                | 9,33             | 61 (2022)                         | 6,5                |
| Senoncourt-les-Maujouy    | 55482      |                | 14,94            | 100 (2022)                        | 6,7                |
| Sommedieue                | 55492      | Sommediois     | 33,63            | 959 (2022)                        | 29                 |
| Les Souhesmes-Rampont     | 55497      |                | 21,8             | 321 (2022)                        | 15                 |
| Souilly                   | 55498      |                | 26,59            | 426 (2022)                        | 16                 |
| Tilly-sur-Meuse           | 55512      |                | 13,69            | 277 (2022)                        | 20                 |
| Vadelaincourt             | 55525      |                | 5,44             | 77 (2022)                         | 14                 |
| Ville-sur-Cousances       | 55567      |                | 9,59             | 139 (2022)                        | 14                 |
| Villers-sur-Meuse         | 55566      |                | 7,3              | 284 (2022)                        | 39                 |

## Administration

### Siège
La communauté de communes a son siège au 43 rue de Rattentout Dieue-sur-Meuse

### Conseil communautaire
En 2017, 38 conseillers communautaires siègent dans le conseil selon une répartition de droit commun.
| Nombre de délégués | Communes                         |
| ------------------ | -------------------------------- |
| 5                  | Dieue-sur-Meuse, Dugny-sur-Meuse |
| 4                  | Sommedieue                       |
| 3                  | -                                |
| 2                  | Ancemont, Belrupt-en-Verdunois   |
| 1                  | Les autres communes              |

### Présidence
La communauté de communes est actuellement présidée par 
| Période      | Période  | Identité     | Étiquette | Qualité                                                                               |
| ------------ | -------- | ------------ | --------- | ------------------------------------------------------------------------------------- |
| janvier 2017 | En cours | Serge Nahant | UDI       | Maire de Senoncourt-les-Maujouy Conseiller départemental du canton de Dieue-sur-Meuse |

## Compétences
La structure adhère au 
- Syndicat Mixte d'Etudes et de Traitement des Déchets Ménagers et Assimilés
- Syndicat mixte scolaire de Dombasle Nixéville Blercourt
- Syndicat Mixte d'Aménagement de l'Aire et de ses Affluents